# Estación de Aeropuerto (Barcelona)
Aeropuerto (en catalán y según Adif, Aeroport) es una estación ferroviaria situada en el municipio español de El Prat de Llobregat junto al Aeropuerto Josep Tarradellas Barcelona-El Prat. Forma parte de la línea R2Nord del núcleo de cercanías de Barcelona de Rodalies de Catalunya. Tiene correspondencia con la línea 9 sur del Metro de Barcelona gracias a la estación de Aeropuerto T2.

## Situación ferroviaria
La estación se encuentra en el punto kilométrico 0 de la línea férrea de ancho ibérico que une la ciudad del Prat de Llobregat con el Aeropuerto de Barcelona a 6 metros de altitud.

## Historia
La estación entró en servicio el 16 de julio de 1975. Originalmente la línea seguía hacia Barcelona Sants en vía única exclusiva y sin interferencias, con un apartadero en Casa Antúnez para hacer los cruces. A partir de 1989 en el Aeropuerto llegaron los trenes de la línea R1 ya cada 30 minutos. En 2005 la estación pasa a formar parte de Adif y la línea R10 desde la Estación de Francia toma el relevo. Desde el 31 de enero del 2009 y debido a las obras del tren de alta velocidad la estación ha pasado a ser la cabecera de la línea R2 norte, uniendo dicha estación con Granollers y San Celoni.

## Servicios ferroviarios

### Cercanías
La estación es cabecera de la línea R2 norte, operada por Renfe Operadora. La frecuencia media de paso es un tren cada treinta minutos.
| << cabecera                    | < estación | línea | estación >           | cabecera >>                  |
| ------------------------------ | ---------- | ----- | -------------------- | ---------------------------- |
| Rodalies de Catalunya de Renfe |            |       |                      |                              |
| terminal                       | terminal   |       | El Prat de Llobregat | San Celoni Massanet-Massanas |